# Wahlen zum Senat der Vereinigten Staaten 1826 und 1827
Die Wahlen zum Senat der Vereinigten Staaten 1826 und 1827 zum 20. Kongress der Vereinigten Staaten fanden zu verschiedenen Zeitpunkten statt. Es waren die Halbzeitwahlen (engl. midterm election) in der Mitte von John Quincy Adams’ Amtszeit. Vor der Verabschiedung des 17. Zusatzartikels wurden die Senatoren nicht direkt gewählt, sondern von den Parlamenten der Bundesstaaten bestimmt.
Zur Wahl standen die 16 Sitze der Senatoren der Klasse I, die 1820 und 1821 für eine Amtszeit von sechs Jahren gewählt worden oder später nachgerückt waren. Zusätzlich fanden für zwei dieser Sitze sowie sechs der anderen beiden Klassen Nachwahlen statt, bei denen die Anti-Jackson-Faktion einen bisher vakanten Sitz gewinnen konnte, die anderen Änderungen glichen sich aus.
Von den 16 regulär zur Wahl stehenden Sitzen waren jeweils acht von Anhängern Präsident Jackson besetzt, aus denen sich später die Demokratische Partei bildete, sowie von seinen Gegnern (auch National Republican Party). Acht Amtsinhaber wurden wiedergewählt, jeweils vier Anhänger und Gegner Jacksons, drei Sitze konnte die Jackson-Faktion halten, einen die Anti-Jackson-Faktion. Zwei Sitze konnten die Anhänger Jacksons von den Gegnern gewinnen, einen verloren sie an diese. Einen Sitz verloren die Jackson-Gegner zeitweise, da das Parlament in Massachusetts verspätet gewählt hatte, dieser wurde aber zu Beginn der ersten regulären Tagungsperiode des Kongresses besetzt. Damit konnte die Jackson-Faktion ihre Mehrheit etwas vergrößern, die am Ende des 19. Kongresses bei 26 gegen 22 Anti-Jacksonians gelegen hatte, im neuen Kongress saßen 27 Jacksonians und 21 Anti-Jacksonians.
Zu Veränderungen nach der Wahl siehe auch Liste der Mitglieder des Senats im 20. Kongress der Vereinigten Staaten.

## Ergebnisse

### Wahlen während des 19. Kongresses
Die Gewinner dieser Wahlen wurden vor dem 4. März 1827 in den Senat aufgenommen, also während des 19. Kongresses.
| Staat          | Amtierender Senator     | Partei               | Nachwahl   | Datum         | Ergebnis                          | Neuer Senator       |
| -------------- | ----------------------- | -------------------- | ---------- | ------------- | --------------------------------- | ------------------- |
| Alabama        | Israel Pickens, ernannt | Jackson-Faktion      | Klasse III | 27. Nov. 1826 | von Jackson-Faktion gehalten      | John McKinley       |
| Delaware       | Daniel Rodney, ernannt  | Anti-Jackson-Faktion | Klasse II  | 12. Jan. 1827 | Zugewinn Jackson-Faktion          | Henry M. Ridgely    |
| Maryland       | Edward Lloyd            | Jackson-Faktion      | Klasse III | 24. Jan. 1826 | Zugewinn Anti-Jackson-Faktion     | Ezekiel F. Chambers |
| Massachusetts  | James Lloyd             | Anti-Jackson-Faktion | Klasse II  | 31. Mai 1826  | von Anti-Jackson-Faktion gehalten | Nathaniel Silsbee   |
| Mississippi    | Powhatan Ellis, ernannt | Jackson-Faktion      | Klasse I   | 28. Jan. 1826 | von Jackson-Faktion gehalten      | Thomas Buck Reed    |
| New Jersey     | Joseph McIlvaine        | Anti-Jackson-Faktion | Klasse I   | 10. Nov. 1826 | von Anti-Jackson-Faktion gehalten | Ephraim Bateman     |
| New York       | vakant                  | vakant               | Klasse III | 14. Jan. 1826 | Zugewinn Anti-Jackson-Faktion     | Nathan Sanford      |
| South Carolina | William Harper, ernannt | Jackson-Faktion      | Klasse III | 29. Nov. 1826 | von Jackson-Faktion gehalten      | William Smith       |

- ernannt: Senator wurde vom Gouverneur als Ersatz für einen ausgeschiedenen Senator ernannt, Nachwahl nötig.

### Wahlen zum 20. Kongress
Die Gewinner dieser Wahlen wurden am 4. März 1827 in den Senat aufgenommen, also bei Zusammentritt des 20. Kongresses. Alle Sitze dieser Senatoren gehören zur Klasse I.
| Staat         | Amtierender Senator | Partei               | Datum          | Ergebnis                          | Neuer Senator      |
| ------------- | ------------------- | -------------------- | -------------- | --------------------------------- | ------------------ |
| Connecticut   | Henry W. Edwards    | Jackson-Faktion      | 1826 oder 1827 | Zugewinn Anti-Jackson-Faktion     | Samuel A. Foot     |
| Delaware      | Thomas Clayton      | Anti-Jackson-Faktion | 1826 oder 1827 | Zugewinn Jackson-Faktion          | Louis McLane       |
| Indiana       | James Noble         | Anti-Jackson-Faktion | 1826 oder 1827 | wiedergewählt                     | James Noble        |
| Maine         | John Holmes         | Anti-Jackson-Faktion | 1826 oder 1827 | Zugewinn Jackson-Faktion          | Albion K. Parris   |
| Maryland      | Samuel Smith        | Jackson-Faktion      | 1826 oder 1827 | wiedergewählt                     | Samuel Smith       |
| Massachusetts | Elijah H. Mills     | Anti-Jackson-Faktion | 1826 oder 1827 | Verlust Anti-Jackson-Faktion      | vakant             |
| Mississippi   | Thomas Buck Reed    | Jackson-Faktion      | 1826 oder 1827 | von Jackson-Faktion gehalten      | Powhatan Ellis     |
| Missouri      | Thomas Hart Benton  | Jackson-Faktion      | 1826 oder 1827 | wiedergewählt                     | Thomas Hart Benton |
| New Jersey    | Joseph McIlvaine    | Anti-Jackson-Faktion | 10. Nov. 1826  | von Anti-Jackson-Faktion gehalten | Ephraim Bateman    |
| New York      | Martin Van Buren    | Jackson-Faktion      | 6. Feb. 1827   | wiedergewählt                     | Martin Van Buren   |
| Ohio          | Benjamin Ruggles    | Anti-Jackson-Faktion | 1826 oder 1827 | wiedergewählt                     | Benjamin Ruggles   |
| Pennsylvania  | William Findlay     | Jackson-Faktion      | 1826 oder 1827 | von Jackson-Faktion gehalten      | Isaac D. Barnard   |
| Rhode Island  | Asher Robbins       | Anti-Jackson-Faktion | 1826 oder 1827 | wiedergewählt                     | Asher Robbins      |
| Tennessee     | John Henry Eaton    | Jackson-Faktion      | 1826 oder 1827 | wiedergewählt                     | John Henry Eaton   |
| Vermont       | Horatio Seymour     | Anti-Jackson-Faktion | 1826 oder 1827 | wiedergewählt                     | Horatio Seymour    |
| Virginia      | John Randolph       | Jackson-Faktion      | 1826 oder 1827 | von Jackson-Faktion gehalten      | John Tyler         |

- wiedergewählt: ein gewählter Amtsinhaber wurde wiedergewählt.

### Wahlen während des 20. Kongresses
Die Gewinner dieser Wahlen wurden nach dem 4. März 1827 in den Senat aufgenommen, also während des 20. Kongresses.
| Staat         | Amtierender Senator | Partei | Nachwahl | Datum        | Ergebnis                      | Neuer Senator  |
| ------------- | ------------------- | ------ | -------- | ------------ | ----------------------------- | -------------- |
| Massachusetts | vakant              | vakant | Klasse I | 8. Juni 1827 | Zugewinn Anti-Jackson-Faktion | Daniel Webster |

## Einzelstaaten
In allen Staaten wurden die Senatoren durch die Parlamente gewählt, wie durch die Verfassung der Vereinigten Staaten vor der Verabschiedung des 17. Zusatzartikels vorgesehen. Das Wahlverfahren bestimmten die Staaten selbst, es war daher von Staat zu Staat unterschiedlich. Teilweise ergibt sich aus den Quellen nur, wer gewählt wurde, aber nicht wie.
Im Gefolge der Präsidentschaftswahl 1824 löste sich das First Party System auf. Die Föderalistische Partei zerfiel, die Republikanischen Partei, die zur Unterscheidung von der 1854 gegründeten Grand Old Party meist als Demokratisch-Republikanische Partei oder Jeffersonian Republicans bezeichnet wird, zerfiel in Faktionen, von denen die Faktion der Anhänger Andrew Jacksons und die seiner Gegner länger Bestand hatten. In den folgenden Jahren entwickelte sich daraus das Second Party System: Aus der Jackson-Faktion wurde die bis heute bestehende Demokratische Partei, aus der Anti-Jackson-Faktion entstand zunächst die National Republican Party, später die United States Whig Party.